# Ficus elastica
Pour les articles homonymes, voir Caoutchouc.
Espèce
Classification phylogénétique
Le figuier à caoutchouc, ou plus couramment caoutchouc, (Ficus elastica) est un arbre sempervirent de la famille des Moracées, originaire d'Asie. C'est une plante qui produit du latex et qui est cultivée en pot comme plante d'intérieur dans les pays tempérés[Quoi ?]. Cette espèce est en régression à la suite de la contamination des cultures par un champignon pathogène (en Asie du Sud-Est notamment).

## Dénominations
Le figuier à caoutchouc est aussi appelé couramment caoutchouc. Son nom scientifique est Ficus elastica.

## Caractéristiques

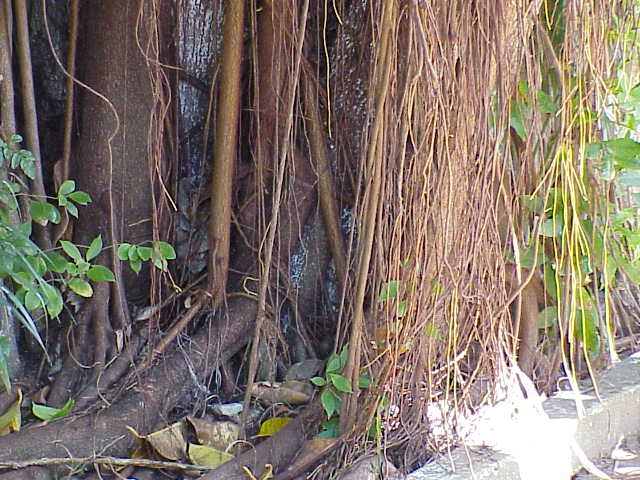
Racines aériennes.

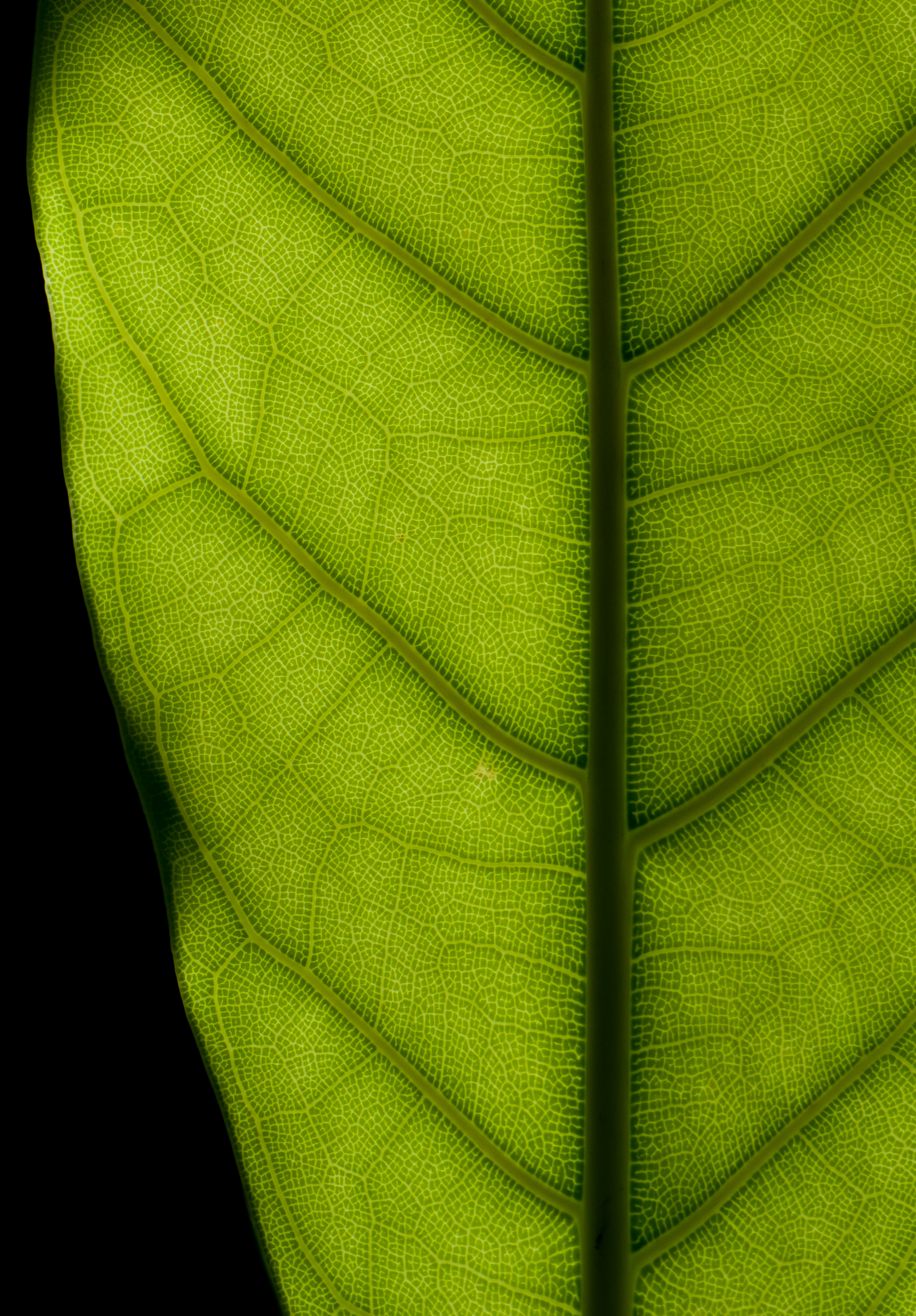
Texture d'une feuille.

Le caoutchouc est un grand arbre du groupe des figuiers banyan, à croissance rapide, pouvant atteindre 30 à 40 mètres de haut (plus rarement 60 mètres) dans son habitat naturel des jungles d'Asie tropicale mais dépassant rarement 12 m ailleurs. Il a un tronc solide et irrégulier, jusqu'à 2 mètres de diamètre, qui émet de nombreuses racines aériennes qui vont s'ancrer dans le sol, lui servant de contreforts et contribuant ainsi à supporter le poids de ses lourdes branches.
Les grandes feuilles alternes, ovales, lustrées, coriaces et à marge entière mesurent de 10 à 35 cm de long par 5 à 15 cm de large. La taille des feuilles est plus grande chez les jeunes plantes (jusqu'à 45 cm de long) mais beaucoup plus petite chez les arbres âgés (en moyenne 10 cm de long).
Les feuilles se développent à l'intérieur d'un fourreau au méristème apical, qui grossit au fur et à mesure que la nouvelle feuille croît. Quand elle atteint son complet développement, elle se déploie et le fourreau tombe. À l'intérieur de la nouvelle feuille, une autre feuille immature est en attente de développement.
Comme c'est le cas chez d'autres espèces du genre Ficus, la pollinisation des fleurs nécessite une espèce particulière de guêpes inféodée à la plante dans une relation coévolutive. À cause de cette inféodation, le caoutchouc ne produit pas de fleurs très colorées ou odorantes pour attirer d'autres pollinisateurs. Les petites inflorescences ovoïdes d'un jaune verdâtre appelées « sycones », enveloppées de bractées protectrices, apparaissent par paires à l'aisselle des feuilles des arbres matures à longueur d'année.
À maturité, les petites figues, pas vraiment comestibles, mesurent à peine 1 à 2 cm de long. Ce sont de faux-fruits qui ne contiennent de graines fertiles que dans les zones où l'insecte pollinisateur est présent.

## Écologie
L'aire de répartition naturelle du caoutchouc va du Népal, au nord, jusqu'en Indonésie, au sud, en passant par le Bhoutan, le nord-est de l'Inde, la Birmanie et la Malaisie. Il a été largement introduit dans la plupart des régions tropicales du monde, entre autres à Hawaii et dans les Antilles. Enfin, en Europe, on peut en trouver dans les jardins abrités de la côte d'Azur et sur le littoral espagnol et Italien.

## Utilisations
Le Ficus elastica est cultivé dans le monde entier comme arbre d'ornement, à l'extérieur sous climats chauds (des zones tropicales à l'aire méditerranéenne - Zone USDA 11) et à l'intérieur, comme plante d'appartement, sous les climats plus froids. Bien qu'il soit cultivé à Hawaii, il ne peut s'y naturaliser, l'espèce de guêpe pollinisatrice y étant absente.
Toutes les parties de la plante contiennent un abondant latex blanc laiteux, dont l'utilisation pour fabriquer du caoutchouc a été testée, mais sans résultat économique et technique probant ; le caoutchouc est en fait produit à partir de la sève de l'hévéa.
Dans le Nord-Est de l’Inde, dans la région de Cherrapunji, les populations locales dirigent les racines pour former des ponts vivants.
L'arbre est réputé pour être une plante dépolluante, elle purifierait l'air des polluants intérieurs présents dans les intérieurs des maisons. Ce type d’allégation est cependant infondé et n'a jamais été prouvé en conditions réelles.

## Culture
En culture, il préfère les expositions bien ensoleillées mais n'aime pas les températures trop élevées. Il a une assez grande tolérance à la sécheresse, mais préfère l'humidité et prospère dans des conditions tropicales humides. Pour les cultures comme plante ornementale, on emploie généralement des hybrides dérivés de Ficus elastica Robusta à feuilles plus larges, plus raides et plus dressées, plutôt que des formes sauvages. Il en existe de nombreuses variétés, souvent à feuilles panachées.
La plupart des plantes cultivées sont produites par multiplication végétative. Celle-ci peut se faire par bouturage ou par marcottage. Cette dernière méthode consiste à entailler la tige de la plante. La blessure, qui laisse suinter le latex de la plante, est enduite d'hormones de bouturage et enveloppée de façon serrée avec de la mousse humide. L'ensemble est recouvert d'un film plastique et laissé quelques mois au bout desquels de nouvelles racines se sont développées à partir des bourgeons axillaires. La tige est alors sevrée et la nouvelle plante peut être rempotée.

## Dans l'art
Un jeune Ficus elastica est au centre de la peinture sur toile de l'artiste allemand  Alexander Kanoldt, Nature morte au caoutchouc (Nature morte III) (1921).